# Friedrich Kress von Kressenstein
Friedrich Siegmund Georg Kress von Kressenstein (Neurenberg, 24 april 1870 - München, 16 oktober 1948), ook wel als Kreß von Kressenstein geschreven, was een Duits aristocraat (Freiherr) en militair. Hij was Generaal der Artillerie en een van de Duitse adviseurs die het leger van de Sultan van Turkije moesten opleiden. Generaal Kress die na de Eerste Wereldoorlog veel publiceerde werd in de Pegnesische Blumenorde, een literair gezelschap, opgenomen.
Friedrich Kress von Kressenstein deed dienst in het Beierse leger dat alleen in oorlogstijd onder bevel van de Duitse Keizer stond en van de na de Eerste Wereldoorlog ingestelde Reichswehr. Generaal Kress bleef trouw aan het wettig gezag maar in 1924 getuigde hij tijdens het strafproces tegen Adolf Hitler en Erich Ludendorff dat Hitlers "Bierkellerputsch" door het leger met "bloedend hart" en een "minimum aan geweld" was onderdrukt. De generaal getuigde dat de nazi's het vuur op het leger hadden geopend. Op 30 november 1929 werd hij eervol uit de dienst ontslagen. Na de machtgreep van Hitler in 1933 komt Generaal B.D. Kress niet meer voor in de almanak met Duitse Generaals.
In de gevechten om Palestina moest Kress wijken voor de Britse troepen onder Generaal Edmund Allenby. In de laatste periode van de Eerste Wereldoorlog vocht hij met het Turkse leger en Duitse soldaten in Georgië waar hij betrokken was bij de instelling van de Orde van Sint-Tamara waarvan de sterren aan Duitse officieren werden uitgereikt.
Baron Kress draagt op een foto uit 1916 het steckkreuz van de Beierse Orde van Militaire Verdienste met de Zwaarden, de Huisorde van Hohenzollern met de Zwaarden en Kroon aan het Oorlogslint, Het IJzeren Kruis Ie Klasse, de hoge Turkse Medaille van de Orde van de Eer in Goud met de Zwaarden die de "Imtiyaz Madalyasi" wordt genoemd, het Oostenrijkse Kruis van Verdienste IIIe Klasse aan het Oorlogslint en op de rechterborst de IJzeren Halve Maan van Turkije. Hij draagt als Beier de onderscheidingen niet op Pruisische wijze maar aan een driehoekig lint. Hij draagt de onderscheidingen van de Koning van Beieren vóór die van Pruisen.
Later ontving Generaal Kress nog meerdere hoge onderscheidingen.

## Militaire loopbaan
- Fahnenjunker: 1888[5]
- Portepée-Fähnrich: 8 maart 1889[5]
- Sekonde-Lieutenant: 6 maart 1890[5]
- Premier-Lieutenant: 17 maart 1897[5]
- Hauptmann: 29 oktober 1904[5]
- Major: 3 maart 1911[5]
- Oberstleutnant: 30 november 1914[5]
- Oberst: 14 december 1917[5]
- Generalmajor:
- Generalleutnant:
- General der Artillerie: 1 januari 1928[6]
- Gepensioneerd: 30 november 1929[6]

## Decoraties
- De Pruisische Orde Pour le Mérite (4 september 1917)[5][7] na het succesvol verdedigen van Gaza.
- De Pruisische Orde van de Rode Adelaar IVe Klasse met de Kroon. Het kruis werd maar zelden met kroon uitgereikt.
- De Pruisische Kroonorde IIe Klasse met de Zwaarden. Een zeldzame onderscheiding.
- De Beierse Militaire Max Joseph-Orde IIe Klasse (19 april 1917)[5]. Een hoge Beierse militaire onderscheiding, vergelijkbaar met de Nederlandse Militaire Willems-Orde.
- Ridder Ie Klasse in de Albrechtsorde van Saksen
- Ridder Ie Klasse in de Friedrich-Orde van Württemberg
- Ridder IIe Klasse met Eikenbladeren in de Orde van de Leeuw van Zähringen
- Het Hanseatenkruis van Hamburg
- De Turkse Osmanie-Orde IIe Klase met Zwaarden
- De Turkse Medschidie-Orde IIe Klasse met Zwaarden
- De Turkse Liakat-Medaille in Goud met Zwaarden. Een uitzondering op de regel dat deze medaille in goud alleen aan Turken werd uitgereikt.